# Partido Laborista Unido
El Partido Laborista Unido (United Labour Party) fue una formación política creada en Irlanda del Norte por Paddy Devlin en 1978 para obtener una amplia base social y que compitiera con el Partido Laborista de Irlanda del Norte cuya base social era protestante, y con el Partido Socialdemócrata y Laborista que se consideraba de corte nacionalista. Presentado a las elecciones al Parlamento Europeo de 1979, fracasó con poco más del uno por ciento de votos. Finalmente terminó integrándose en el Partido Laborista de Irlanda del Norte en 1987.
- Datos: Q7888208